# 美しい森の物語〜王子とマリア姫〜
『美しい森の物語～王子とマリア姫～』（うつくしいもりのものがたり おうじとマリアひめ、原題：Maria d'Oro und Bello Blue、またはDer Zauberstein）は、1973年に公開された旧西ドイツとイタリア合作のアニメ映画。監督はロルフ・カウカとロベルト・ガヴィオーリ。英語版における題名は『Once Upon a Time』。
カラフルな美しい色彩で彩られたミュージカル仕立ての映画となっており、『シンデレラ』と『ホレおばさん』を掛け合わせたようなストーリーである。

## あらすじ
金持ちだが酒好きでのんきな性格のボトルさんには、マリアという美しく働き者で心優しい一人娘がいた。ところがボトルさんは貧乏なインチキ占い師に騙されて結婚させられてしまう。
意地悪な継母と美しいが性格の悪い継姉のメリー・ルーに召使扱いされ虐められていたマリアは、森で出会った狩人と恋に落ち、婚約の証にガーネットの首飾りを贈られる。ところがメリー・ルーによって首飾りを井戸の中に投げ捨てられてしまう。実は狩人の正体は森に狩りへ出ていた王子で、マリアを忘れられない王子を心配した国王は「ガーネットの首飾りを持った娘を王子の妃にする」というお触れを出した。
買ってきた首飾りをつけて城を訪れたメリー・ルーだが、同じように首飾りをつけた娘たちと共に王子に追い返されてしまう。狩人の正体が王子だと知ったメリー・ルーは首飾りをマリアに井戸に取りに行かせ、首飾りを奪うと彼女を井戸の中に突き落としてしまう。ところがその瞬間、不思議な月の光の力でメリー・ルーも井戸に落ちてしまう。首飾りは水の底へと沈み、カエルの王様に拾われる。首飾りを返してくれと頼むマリアとメリー・ルーだが、カエルの王様に「どちらが首飾りを持つべきかマダム・ホールに決めてもらう」と告げられて井戸の精マダム・ホールの世界へと送られる。
マダム・ホールの家を訪ねたマリアとメリー・ルーは、マダム・ホールから首飾りを返す条件に十数人の子供たちの世話を頼まれる。テキパキと優しく子供たちにスープを飲ませるマリア。反対にメリー・ルーは、強引にスープを飲ませようとして子供たちを大泣きさせてしまう。ドレスを汚されて怒って帰ろうとするメリー・ルーだが、帰り方が分からずに引き返す。マダム・ホールの提示したもう一つの条件は、ベランダから枕の羽を振り落とすこと。枕をゆらめかせて羽を降らせるマリアと子供たちに比べて、不器用なメリー・ルーはうまくできずに枕を破いてしまう。
マダム・ホールの試練が終わり、二人は元の世界へと返される。ガーネットの首飾りをつけた美しい花嫁姿で井戸の前に現れたマリアは、王子からの求婚を受けて幸福そうに城へ向かう馬車で去っていく。一方、タールまみれになって現れたメリー・ルーは人々からの嘲笑を浴びながら、彼女に求婚していた貧しいながらも気のよいくつ屋のシューレースと結婚。離婚された継母と共に元の貧乏暮らしに逆戻りするのだった。

## キャスト
| 役名                    | 原語版声優                   | 日本語吹き替え |
| ----------------------- | ---------------------------- | -------------- |
| マリア                  | エーファ=マリア・ワース      | 岡本茉莉       |
| 王子                    | ウーヴェ・ポールセン         | 神谷明         |
| メリー・ルー            | ウルスラ・ヘイヤー           | 松金よね子     |
| 継母                    | ティリー・ローエンシュタイン |                |
| シューレース （くつ屋） | ウォルフガング・スピアー     |                |
| ボトル                  | アーノルド・マーキス         | 雨森雅司       |
| 王様                    | マルティン・ヒルテ           | 大木民夫       |
| ナレーション            | ヨッヘン・シュレーダー       | 岸田今日子     |